# Angus Mac Aedh
Pour les articles homonymes, voir Angus.
Angus Mac Aedh (gaélique: Óengus) († 1130) est mormaer (chef de clan) de Moray (Écosse).

## Biographie
Angus, Mormaer de Moray était le fils d'Aedh ou Heth, et par sa mère le petit-fils de Lulach Ier .
Les Annales d'Ulster relève qu'en 1116  Lodmund mac Domnaill, petit-fils du « righ Alban » (i.e Malcolm III d'Écosse) est tué par les « Hommes de Moray » . Cette mort qui fait suite à celle de son père Domnall en 1085 est peut-être imputable à Angus et sans doute le signe de la persistance du conflit entre la dynastie de Moray et les rois d'Écosse.
Ce meurtre est sans doute la cause de l'expédition punitive menée à cette époque par le roi Alexandre Ier d'Écosse contre les populations du nord de son royaume qui lui faudra son surnom de « Féroce » .
Toujours selon ces  Chroniques d'Irlande, Angus est tué en 1130 avec 4 000 hommes de Moray lors d'un combat que Jean de Fordun place à Stracathro dans le Forfarshire, en luttant contre le roi d'Écosse David Ier d'Écosse  qui en profita pour incorporer le Moray jusqu’alors quasi indépendant dans son royaume.
Selon une hypothèse une de ses parentes (sœur ?) « héritière de Moray  » aurait épousé William Fitzduncan, le fils du roi Duncan II d'Écosse et lui aurait donné un fils Donald MacWilliam.